# Abraham Bengtsson Nyström
Abraham Bengtsson Nyström, även omnämnd Abraham Nyström, född 26 oktober 1789 i Hållingstorp, Kristbergs socken, Östergötland, död 19 april 1849 i Hållingstorp, var en svensk byggmästare.

## Biografi
Abraham Nyström växte upp i Hållingstorp, Kristbergs socken i Östergötland. Han visade tidigt konstnärliga anlag och tillbringade en tid hos målaren Pehr Hörberg i Finspång. Emellertid insjuknade Pehr Hörberg, varför utbildningen avbröts redan efter en kort tid.
Vid 15 års ålder uppförde Nyström sitt första hus, ett bostadshus på Hållingstorps ägor och följande år ett hos grannen i Skrukarp, båda byggnaderna finns kvar ännu i våra dagar. Ett par år senare fick han i uppdrag att bygga en tvåplans mangårdsbyggnad med 19 rum och två flyglar i Ekebyborna socken på andra sidan Boren.
År 1808 utsågs Abraham till sockenmurare. Utnämningen kungjordes av landshövdingen när Abraham närmade sig 19-årsåldern. Till sockenmurare brukade man välja en erfaren murmästare som kunde rita planer och fasader. Fadern Bengt hade med hänvisning till sin sjukdom avsagt sig uppdraget och Abraham hade redan gjort sig känd som en mångsidig hantverkare och skicklig byggare, som behärskade en rad olika yrken: förgyllare, gjutare, glasmästare, guldsmed, kakelugnsmakare, lackerare, metallarbetare, murare, målare, ritare, smed, snickare, svarvare, tapettryckare och urmakare. Han hade också ritat och byggt ett säteri åt en av sin fars vänner.
År 1810 dog fadern. Följande år förlovade sig Abraham med Margaretha Larsdotter (1794–1836) från Helleberga gård, en halvdagsresa från Hållingstorp. 1812, när hon var arton år, ingick de äktenskap. Det första barnet, August, kom 1818. Totalt fick de nio barn, varav fyra avled i tidig ålder. Redan som 42-åring avled hustrun dock i barnsäng. Efter hennes död anställdes en hushållerska, Wilhelmina Lindeberg (1811–1904), som även fick ta hand om barnens uppväxt och utbildning.
Åren 1809–1813 arbetade Abraham med en om- och tillbyggnad av Christian Lagergrens säteri Bålnäs. Lagergren uppmärksammade härvid Abrahams intresse och anlag för arkitektur och gav honom ritlektioner. På bekostnad av kanslirådet Göran af Segerström på Högsjö Gård reste Abraham till Stockholm någon gång 1816–1817 och studerade huvudstadens byggnadskonst och deltog i en ritkurs. Det visade sig snart att den i huvudsak självlärde arkitekten kunde konkurrera med de professionella yrkesmännen. Tillsammans med kusinen Jan Abraham Nyström startade han en verkstad på Hållingstorp och år 1819 mottog de båda, vid en ceremoni i Kristbergs kyrka, av Östergötlands läns hushållningssällskap en silvermedalj som "hedersbevisning för duglighet och offentlig gärning". Från den dagen titulerades Abraham arkitekt och kusinen Jan Abraham fabrikör.
I början av 1800-talet satte greve Baltzar von Platen igång med byggandet av Göta kanal. Abraham Nyström fick nu i uppgift att rita och bygga en ståndsmässig bostad åt skotten Daniel Fraser som von Platen rekryterade till chef för verkstaden i Motala. Därmed påbörjades ett nära 50-årigt engagemang i kanalbolaget och det blivande verkstadsbolaget. År 1823 byggde Abraham arbetarbostäder i Östergötland och sedan sluss- och brovaktarstugor med mera.
Abraham och sönerna höll till i Hållingstorp, där de hade sitt högkvarter. I tre särskilda byggnader framställdes inrednings- och dekorationsdetaljer som altartavlor, predikstolar, kolonner med kapitäl och kannelyrer, triglyfer, metoper, friser, meanderbårder, lisener, pilastrar, bronserade gjutjärnsornament i form av små rosetter, terrakottaornament, fönster- samt dörröverstycken med antikiserande slingor, döbattanger, trappor, frontespiser, arkivolter, figurmålade panelväggar, rosetter skurna i trä, spröjsade fönster, lunettfönster, parapeter, palmetter och sirater. I verkstäderna trycktes också tapeter, utfördes smidesarbeten och tillverkades möbler och kakelugnar. Abraham var alltså en föregångare i att leverera färdiga detaljer direkt från "fabrik".
Omkring 1822–1824 gjorde Abraham en utlandsresa till Berlin. Han hade hört om den tyske arkitekten Karl Friedrich Schinkel (1781–1841) som dekorerade med ornament i terrakotta och ville studera detta på plats. Terrakotta användes under renässansen till arkitektoniska ornament och denna teknik återupptogs under 1800-talet.
Abraham och Baltzar von Platen blev goda vänner. De var båda handlingskraftiga människor som tyckte om när något blev uträttat. Vid ett tillfälle skulle konung Karl XIV Johan besöka Baltzar von Platen i Motala. Abraham närde en önskan att få skriftligt tillstånd att bygga också utanför det egna länet och bad von Platen lägga ett gott ord om honom hos konungen. Två veckor senare kom ett brev från Karl XIV Johan, dagtecknat den 4 maj 1817, med bland annat följande passus: "... tillstånd att med egna arbetare så väl i städerna som på landet utföra alla slags byggnader, hwilka kunna honom anförtros". År 1831 återkom konungen:
"Wår Trogne undersåte, Byggmästaren, Oss Älskelige Abraham Nyström. [...] Wi härmed i kraft af detta Wårt Öpna Bref Nådeligen hafva tillagt och förunnat honom, Abraham Nyström, Oeconomie Directeurs namn, heder och wärdighet. Det alle, som vederbör, hafva sig hörsammeligen att efterrätta. Till yttermera visso hafva detta med Egen Hand underskrifvet och med Wårt Kongl. Sigill bekräfta låtit. –Stockholms Slott den 29 januari 1831 Carl Johan."
Sedan den dagen titulerades Abraham Nyström ekonomidirektör. Vid hans död 1849 övertogs verksamheten av hans båda äldsta söner August och Johan Robert Nyström.

## Bilder, verk i urval

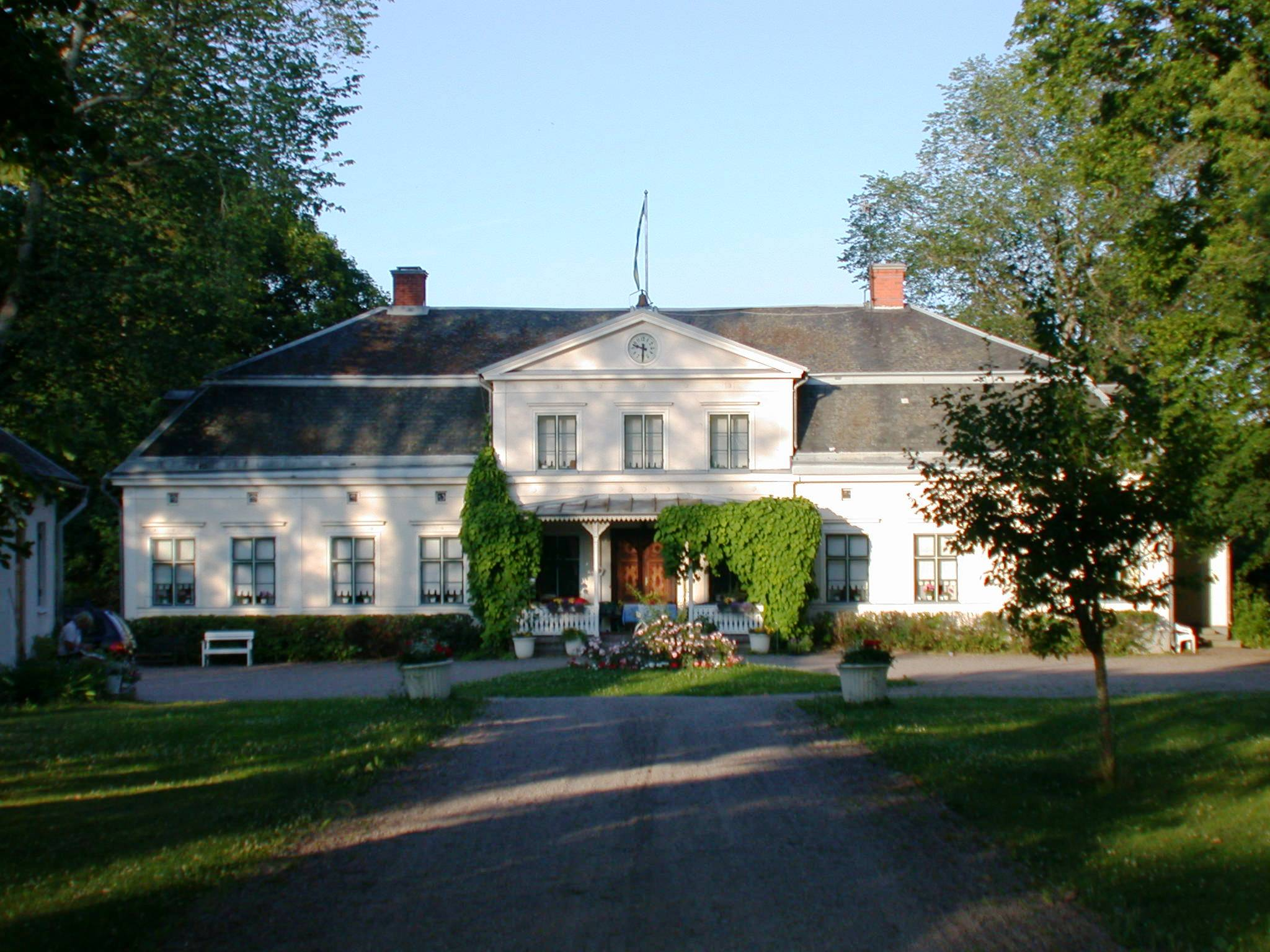
Brunneby herrgård
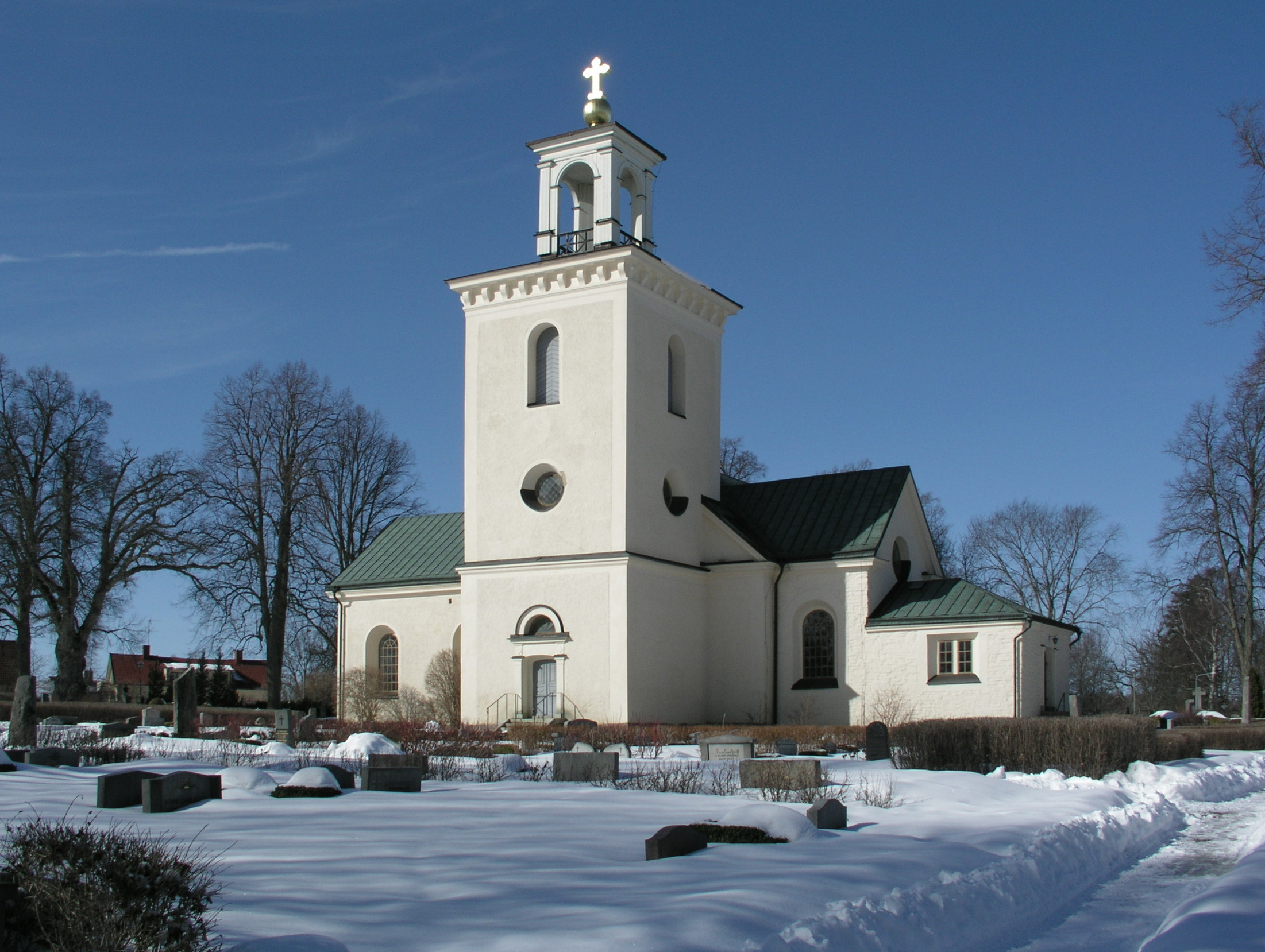
Kärna kyrka
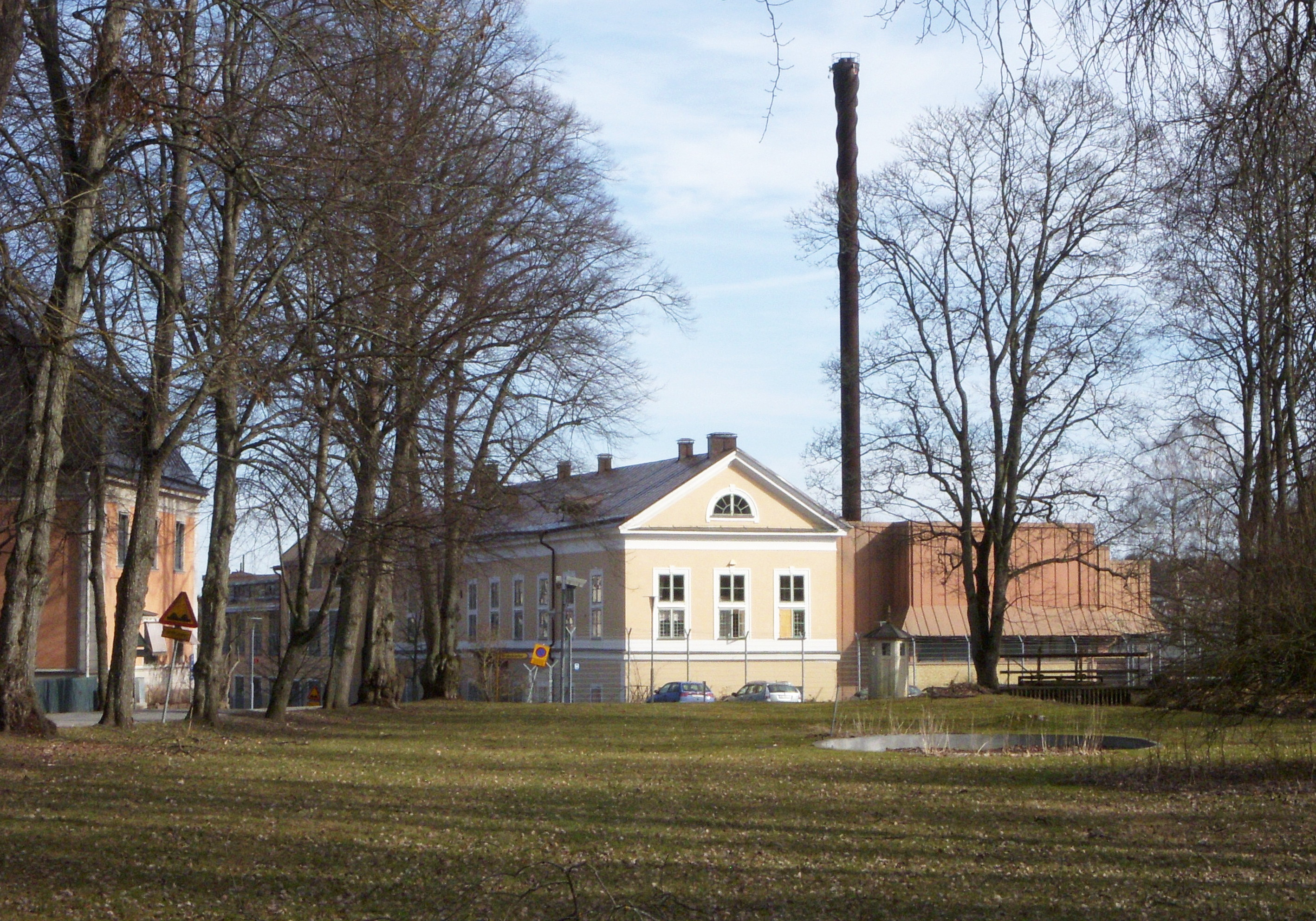
Tumba pappersbruk
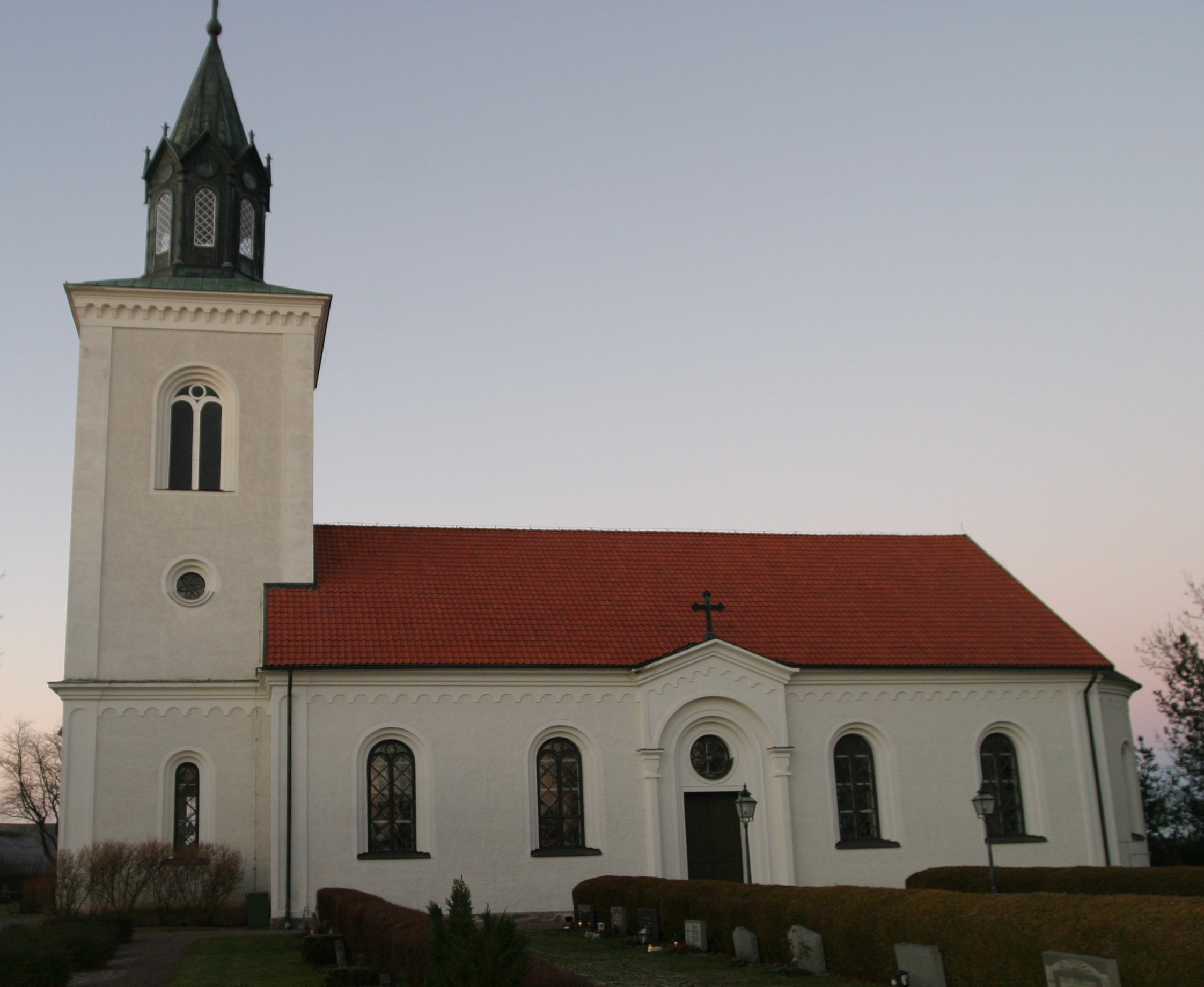
Ledbergs kyrka
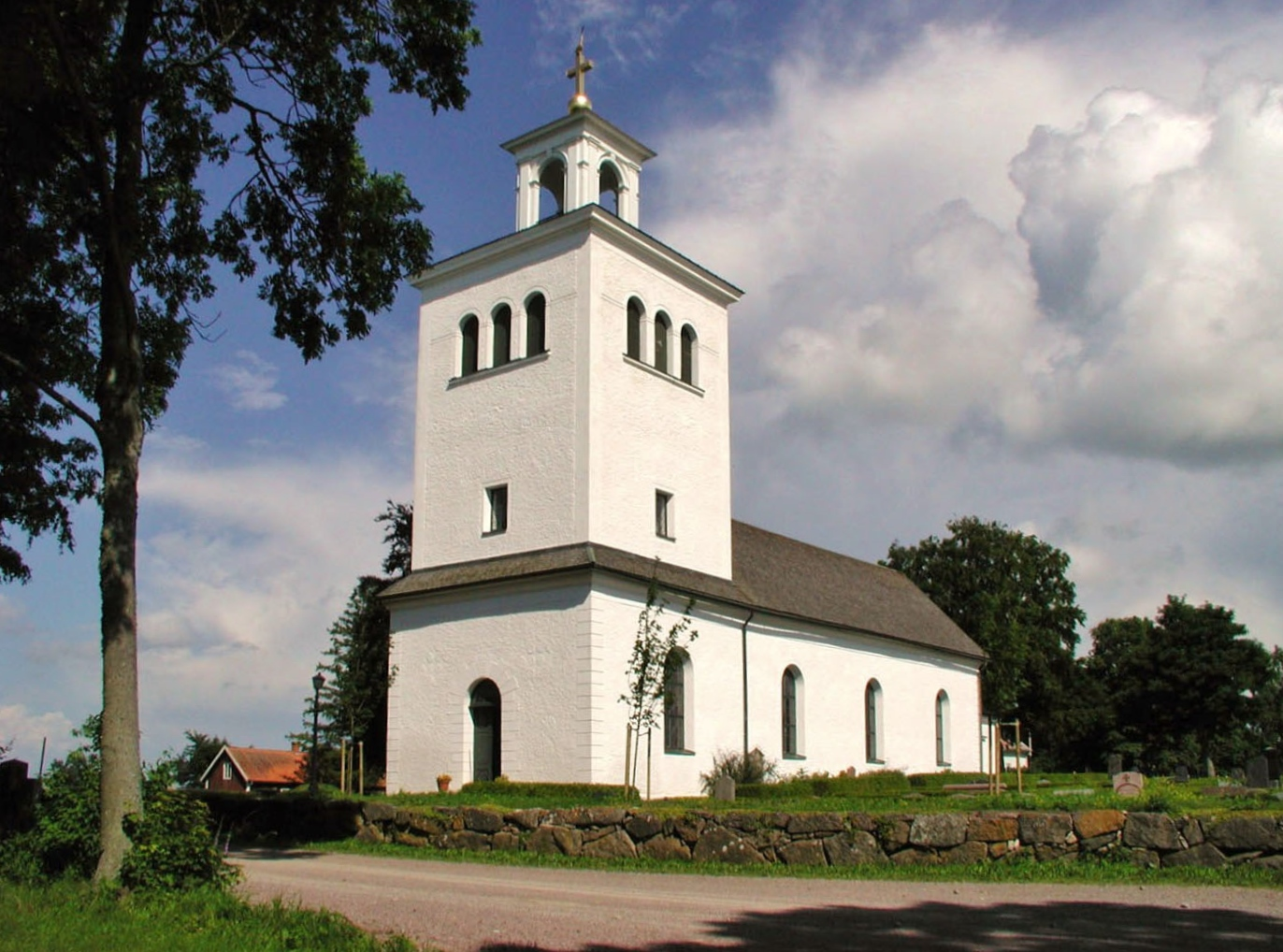
Svanshals kyrka

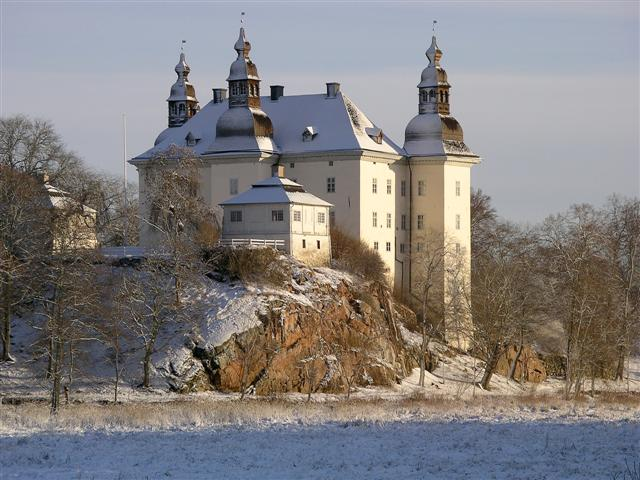
Ekenäs slott
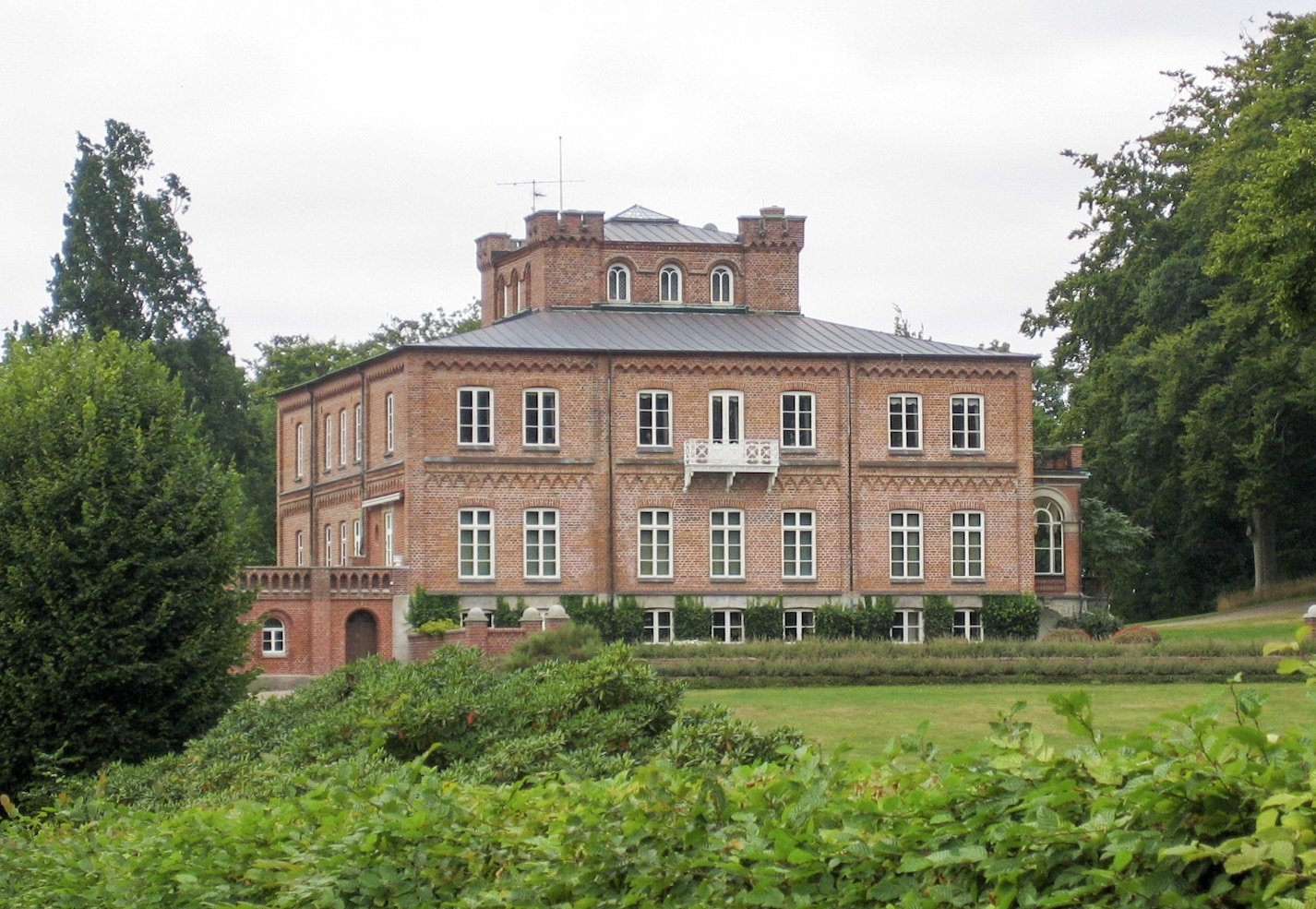
Charlottenlunds slott
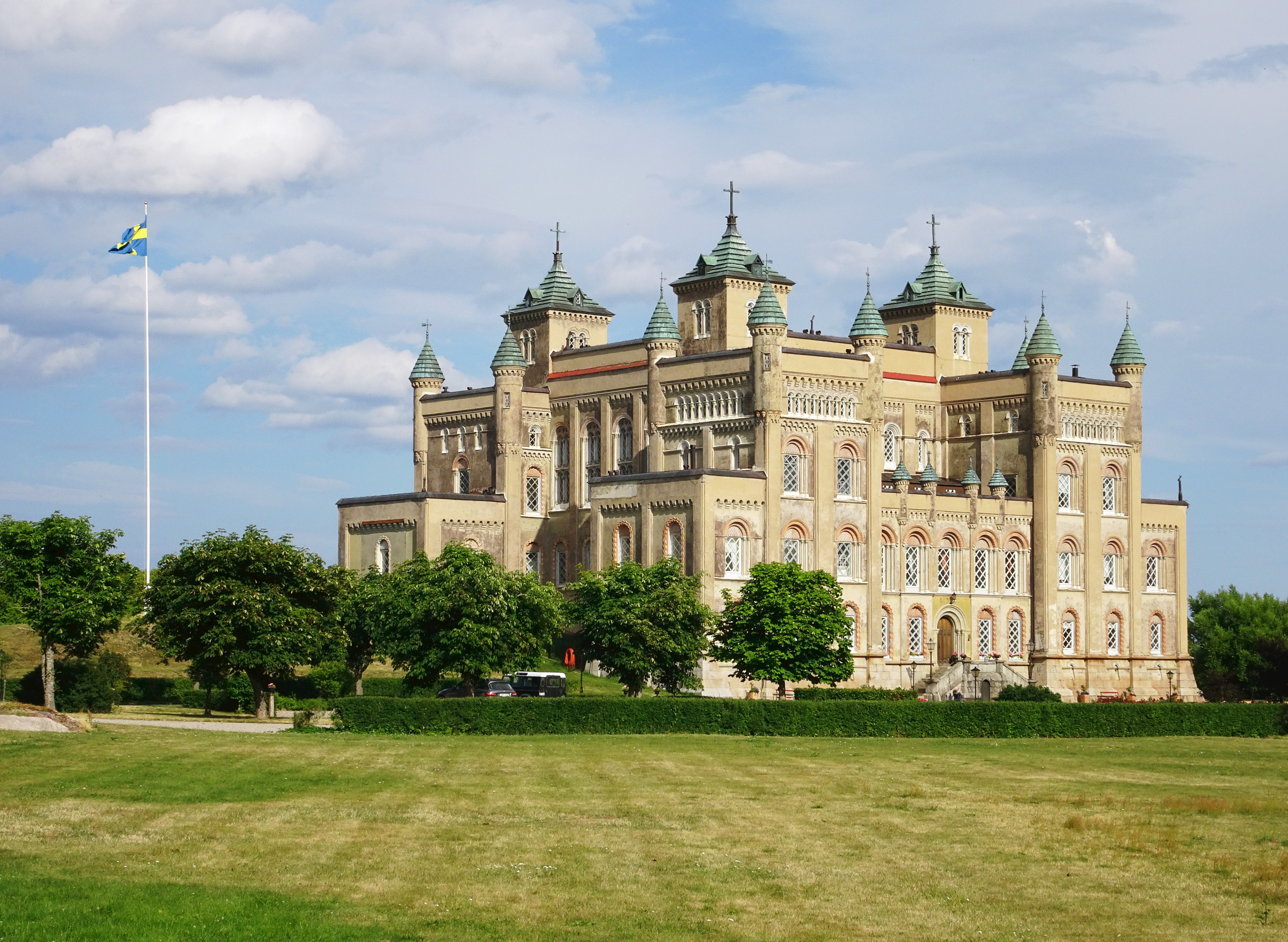
Stora Sundby slott
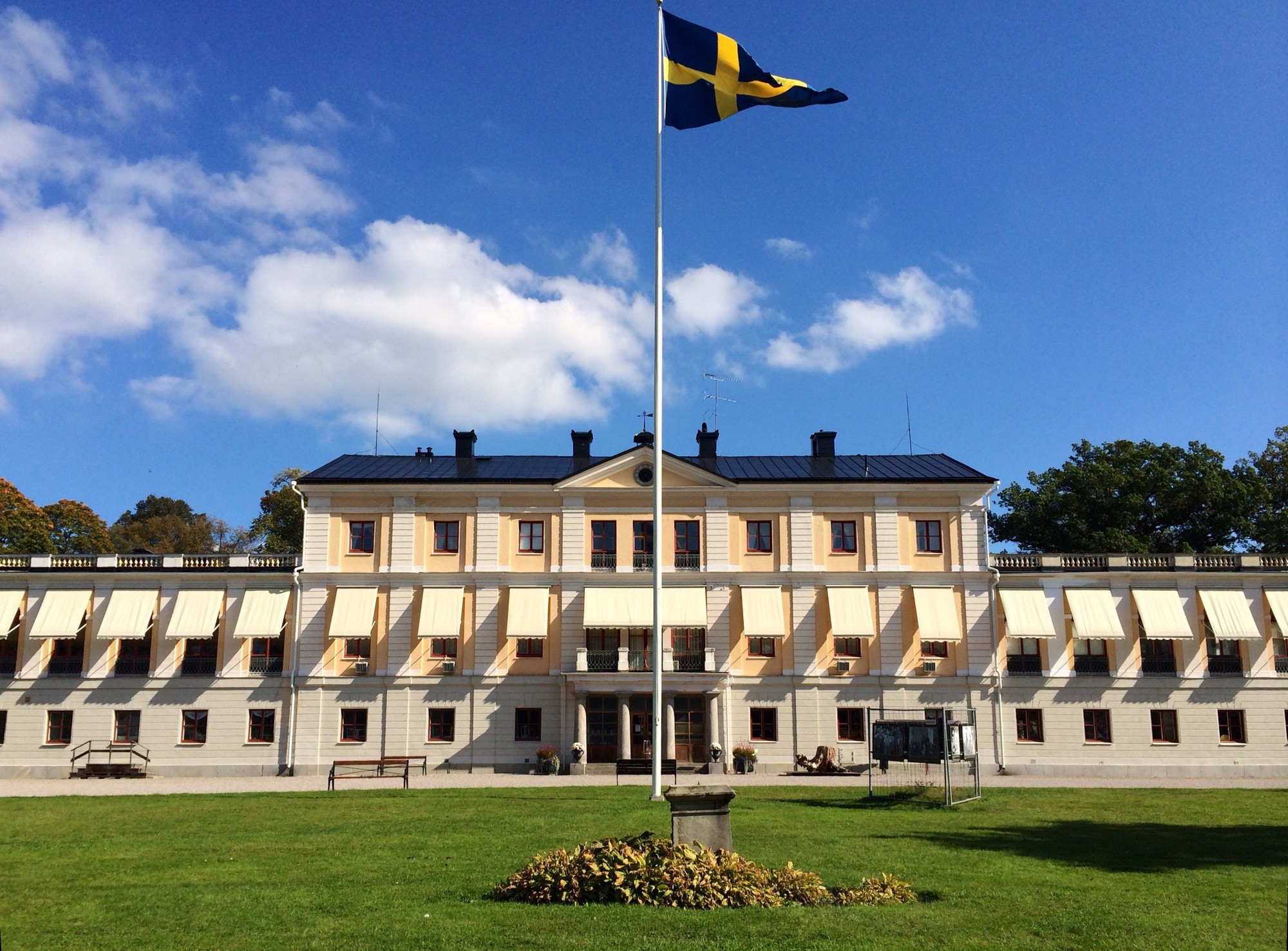
Säfstaholms slott
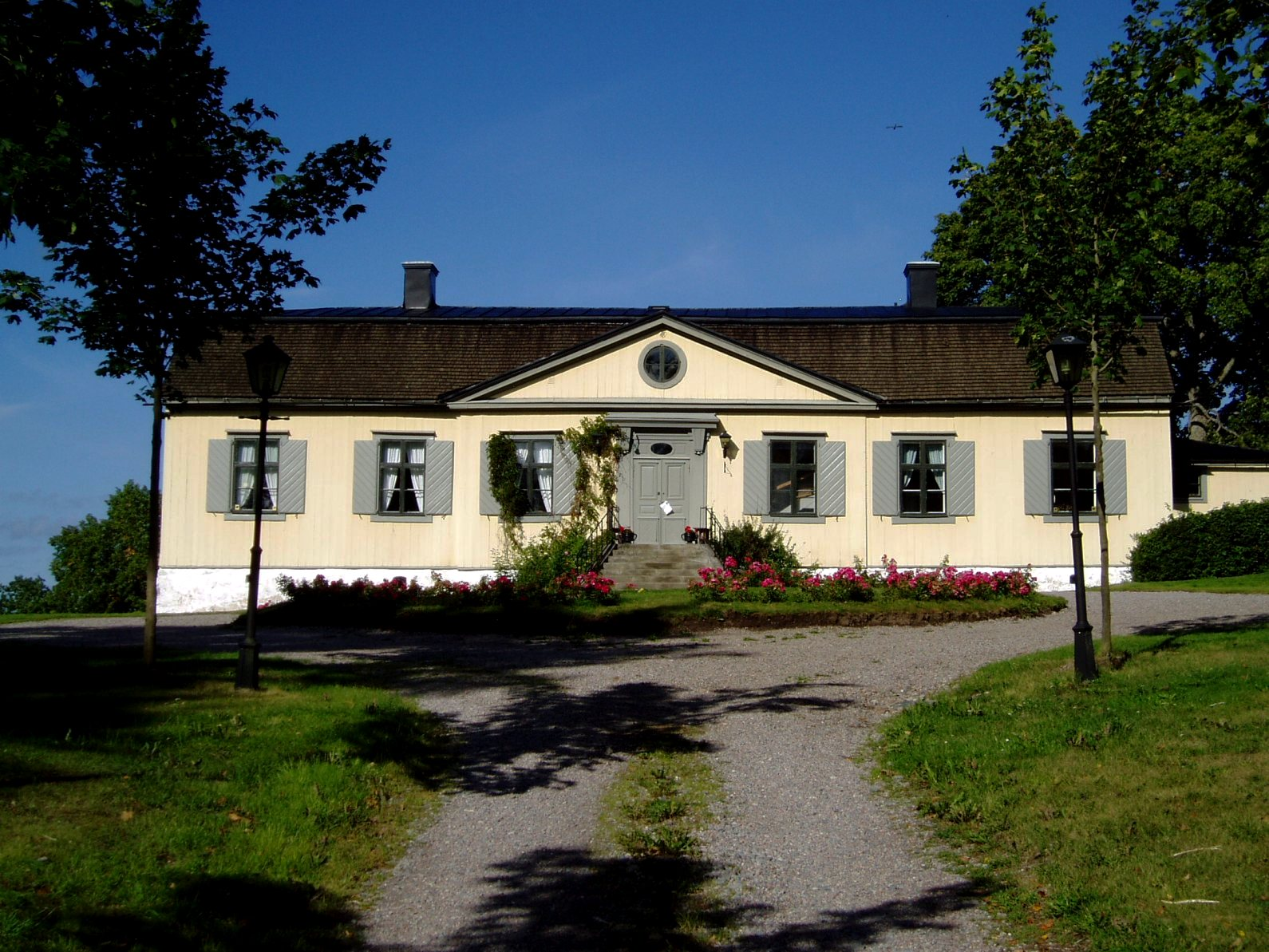
Näs herrgård

## Föräldrar
- Sockenmurmästare, urmakare, finmekaniker och jordbrukare Bengt Abrahamsson Nyström (1759–1810)
- Anna Elisabett Johansdotter (1759–1833)

## Barn
- August Nyström (1814–1886)
- Johan Robert Nyström (1817–1890)
- Johanna Nyström (1821–1881), gift 1844 med August Wiberg (1811–1889)
- Hjalmar Nyström (1830–1892)
- Bengt Alfred Nyström (1833–1902), gift 1860 med Georgia Möller (1839–1917)

## Verk
- Hållingstorp, Kristbergs socken, Östergötland: Abraham bygger vid 15 års ålder ett mindre bostadshus 1804.
- Skrukarp, Kristbergs socken, Östergötland: Abraham bygger ett mindre bostadshus invid huvudbyggnaden 1805.
- Österskogs säteri, Ekebyborna socken, Östergötland: Abraham ritar och börjar uppföra ny mangårdsbyggnad och två flygelbyggnader 1806.
- Bålnäs säteri vid Sommen, Malexanders socken, Östergötland: Om- och tillbyggnad av Abraham 1809–1813.
- Grytgöls herrgård, Hällestads socken, Östergötland: Abraham bygger av ny "caracters-byggning" 1818–1820.
- Ulfåsa slott, Ekebyborna socken, Östergötland: Inredning av bibliotek 1818–1821.
- Åbylunds säteri, Strå socken, Östergötland: Abraham uppför ny huvudbyggnad på gammal grund och flyttar andra byggnader 1818–1819.
- Karlshovs säteri, Älvestads socken, Östergötland: Abraham bygger en ladugård 1820.
- Skänninge: Uppritning och byggande av privatbostad vid Linköpingsgatan 3 i kvarteret Rådmannen 1821.
- Kåreholms säteri, Rönö socken, Östergötland: Abraham ritar och uppför ny huvudbyggnad 1821–1823.
- Ekebyborna prästgård, Ekebyborna socken, Östergötland: Renovering av rappningen 1821.
- Motala mekaniska verkstad: Uppritande och byggande av "Disponentvillan" 1821.
- Motala mekaniska verkstad: Byggande av arbetarbostäder, "Långa raden", 1821.
- Högsjögårds herrgård, Västra Vingåkers socken, Södermanland: Tillbyggnad av frontespis, revetering av den timrade huvudbyggnaden samt inredning av bibliotek 1822.
- Högsjögårds gårdskapell, Västra Vingåkers socken, Södermanland: Revetering av timmerbyggnaden 1823.
- Stjernsunds slott, Askersunds landsförsamling, Närke, 1823?
- Göta kanalbolags bro- och slussvaktarstugor samt slussinspektorsbostad, Östergötland, 1824.
- Ekeby kyrka, Östergötland: Abraham reparerar 32 st. vapen för gravkoret 1825.
- Boxholms bruk, Ekeby socken, Östergötland: Inre ombyggnad av brukskontoret 1825.
- Valstads herrgård, Klockrike socken, Östergötland: Efter ritning av Abraham och Johan Robert uppför Abraham en ny huvudbyggnad 1825.
- Björnlunda, Björnlunda socken, Södermanland: Abraham bygger ett mindre skolhus 1826.
- Carlsbergs herrgård, Malexanders? socken, Östergötland: Abraham ansvarar för ombyggnad 1826.
- Väsby gård, Kullerstads socken, Östergötland: Abraham ritar och uppför ny karaktärsbyggnad 1826.
- Hulterstads säteri, Mjölby stad, Östergötland: Abraham bygger säteriet 1827, säkerligen efter Abrahams egen ritning.
- Vadstena hospital: Ombyggnad av "Correctionsanstalten" till sjukhus samt nytt bad, tvätt- och brygghus 1827–1834.
- Lunda herrgård, Västra Vingåkers socken, Södermanland: Abraham ritar ny huvudbyggnad som uppförs i timmer 1828.
- Brunneby herrgård, Brunneby socken, Östergötland: Omgestaltning av Abraham 1828.
- Brunneby gårdskyrka, Östergötland: Renovering med bland annat nytt tak 1828.
- Ekebyborna kyrka, Östergötland: Upptagning av tvenne fönster, installering av ny dörr, förfärdigande av ny predikstol samt nya bänkar och läktarbröstning 1828.
- Vadstena klosterkyrka: Abraham ritar och bygger en klassicistisk orgelläktare som bärs av sex doriska kolonner 1828–1830. Riven 1890.
- Vadstena, Edenhjelmska huset: Abraham eller sonen August bygger om huset 1829.
- Vallerstads kyrka, Östergötland: Efter ritningar från 1807 av arkitekt Gustaf af Sillén (1762–1825), Stockholm, uppför Abraham en ny kyrka 1830–1833.
- Hättorps herrgård, Tjällmo socken, Östergötland: Abraham bygger om gården 1830.
- Råby fabrik, Ljungs socken, Östergötland: Abraham ritar och uppför fabrik 1830.
- Hassla herrgård, Klockrike socken, Östergötland: Abraham bygger om mangården med typiska tandsnitt och andra dekorativa detaljer 1830.
- Kristbergs kyrka, Östergötland: Abraham skänker en förgylld altarring gjord av konduktörerna August och Janne Nyström, 1830.
- Stora Sundby slott, Öja socken, Södermanland: Omvandling av slottet, nytt bad- och brygghus, orangeri, inspektorsbostad, stall, vagnshus, magasin, fyra statbyggnader med mera, 1831–1848. I detta projekt deltog även Abrahams söner August, Johan Robert och Bengt Alfred i stor omfattning.
- Kärna kyrka, Östergötland: Om- och tillbyggnad 1831–1834.
- Odensfors säteri, Vreta klosters socken, Östergötland: Abraham bygger om- och till karaktärshuset 1831.
- Kvarns herrgård, Kristbergs socken, Östergötland: Abraham ritar och uppför huvudbyggnaden 1831. Brinner ned på 1850-talet.
- Vadstena, Dahlströmska gården vid Lastköpingsgatan (tidigare Hospitalsgatan): Abraham ritar och omvandlar gårdens tio hus till hospital 1832. Ekonomibyggnad 1833. Byggnaderna tas i bruk 1836.
- Röby herrgård, Slaka socken, Östergötland: Abraham renoverar corps-de-logiet 1832.
- Swenneby säteri, Örtomta socken, Östergötland: Efter ritning av professor Fredrik Blom bygger Abraham en paviljong 1833.
- Skärkinds kyrka, Östergötland: Abraham ritar och sonen August uppför en ny kyrka 1834–1836.
- Vadstena prostgård: Abraham projekterar en "pastorsbyggning" 1834. Byggs av lokale byggmästaren G. Wetterstedt, står färdig klar 1836.
- Öna gård, Tjällmo socken, Östergötland: Abraham bygger om huvudbyggnad och flygelbyggnader 1835. Mangårdsbyggnaden brinner den 5 mars 1988. Byggnaden med flyglar är då nyrenoverade, de två flygelbyggnaderna räddas. Huvudbyggnaden återuppförs 1989–1991 på samma plats i något annorlunda byggnadsstil och i lättbetong. Arkitekt och byggherre är då Öna gårds ägare Curt olof Arne Arrelid från Norrköping med födelseort Skärkind.
- Hulta säteri, Kimstads socken, Östergötland: Abraham ritar och uppför karaktärsbyggnad 1836.
- Strängnäs bibliotek: Abraham ritar, tillverkar och monterar ett fönster 1836.
- Motala mekaniska verkstad: Abraham ritar och påbörjar byggande av "Bolagshuset", gästbostäder för kanalbolagets och blivande verkstadsbolagets styrelser och gäster, 1837.
- Vadstena, Bergenstråhlska gården: Abraham bygger om huset 1837.
- Tumba pappersbruk, Södermanland: Abraham och August gör en ny grundläggning 1837.
- Norrköping, Gamla torget: Abraham bygger ett större hyreshus i sten 1837.
- Hållingstorps herrgård, Kristbergs socken, Östergötland: Abraham uppför ny huvudbyggnad 1838–1839.
- Flemma herrgård, Stjärnorps socken, Östergötland: Abraham ritar och uppför den nuvarande mangårdsbyggnaden 1838–1844.
- Hälla herrgård, Kristbergs socken, Östergötland: Abraham bygger om karaktärshuset 1838.
- Vadstena, Carlingska huset vid Stortorget: Ombyggnad i typisk nyströmsk karaktär 1838.
- Beckershofs gods, Östra Vingåkers socken, Södermanland: Efter ritningar möjligen uppgjorda av Carl Christoffer Gjörwell bygger August ett lusthus 1838.
- Brokinds slott, Vårdnäs socken, Östergötland: Om- och tillbyggnad av Abraham 1839–1840.
- Vadstena, Kylanderska huset vid Storgatan: Ombyggnad av Abraham 1839. Byggnaden riven 1969.
- Linköping: Abraham ritar ett fängelse 1839. Kom ej att utföras.
- Hovgårdens gods, Hovs socken, Östergötland: Abraham bygger 1840 om karaktärshuset från 1700-talet.
- Thorönsborgs slott, S:t Anna socken, Östergötland: Abraham ritar och uppför 2 orangerier, portiker och kolonnader 1840.
- Västra Tollstads kyrka, Östergötland: Efter ritningar upprättade av arkitekt Johan Carlberg, godkända 1839 och förbättrade av Abraham, uppför Abraham ny kyrka 1840–1843.
- Vadstena, "Empirehuset": Byggt av Abraham cirka 1840.
- Kåreholms säteri, Rönö socken, Östergötland: 1840.
- Ekenäs slott, Örtomta socken, Östergötland: Abraham genomför en inre renovering 1840.
- Vadstena, "Hotell de Finspong" vid Storgatan: Ombyggnad 1841, eventuellt av Abraham.
- Salsta herrgård, Öja socken, Södermanland: Abraham ritar och bygger 1841.
- Thorönsborgs slott, Sankt Anna socken, Östergötland: Abraham ritar och uppför två orangerier, portiker och kolonnader 1841.
- Hornsbergs herrgård, Hycklinge socken, Östergötland: Abraham uppför nytt corps-de-logi 1841–1845.[förtydliga]
- Vreta klosters kyrka, Östergötland: Abraham reparerar fönster, murar och kungagravar 1842–1845. Han ritar och låter tillverka nya järngrindar på verkstaden i Hållingstorp.
- Mems slott, Tåby socken, Östergötland: Abraham renoverar fasaden 1842.
- Herrborums gods, Sankt Anna socken, Östergötland: Abraham uppför en förbindelsebyggnad mellan två befintliga byggnader 1890-1891.
- Östra Stenby kyrka, Östergötland: Abraham bygger nytt tak 1842.
- Röks kyrka, Östergötland: Efter ritningar överarbetade av Carl-Gustaf Blom-Carlsson (1799–1868), uppför Abraham ny kyrka 1843–1845.
- Högsjögårds kapell, Västra Vingåkers socken, Södermanland, 1843.
- Vadstena, Vult von Steijerns villa: Ritad och byggd av Abraham och sonen August 1843–1844. Delar av ursprungliga fasaddekoren har gått förlorade.
- Vadstena, Falkenbergska gården nära Kyrktorget: Abraham bygger om huset 1843.
- Råby gård, Ljungs socken, Östergötland, 1843.
- Lilla Greby, Askeby socken, Östergötland: Abraham ritar och uppför mangården 1843.
- Husbygårds säteri, Husby-Oppunda socken, Södermanland: Abraham ritar och uppför ny mangårdsbyggnad samt renoverar flyglarna 1843–1845.
- Svanshals kyrka, Östergötland: Efter dokumentering och av August signerade ritningar omgestaltas kyrkan enligt ett av Överintendentsämbetet reviderat förslag 1844–1845.
- Olivehults säteri, Kristbergs socken, Östergötland: Abraham bygger en stor väderria 1844.
- Vadstena, Rudbergska huset vid nedre änden av torget: Ett reveterat senempirehus vid nedre änden av torget ritat och eventuellt byggt av Abraham 1844.
- Ledbergs kyrka, Östergötland: Abraham upprättar förslag till ny kyrka 1844–1845.
- Näs herrgård, Adelövs socken, Småland: Abraham ritar 1844 och uppför 1845–1846 dess karaktärsbyggnad.
- Degla gård, Lommaryds socken, Småland: Planritningar från 1845 över nedre och övre våning i ett hus med "Rundförstuga och Dubbel Trapp".
- Mauritzholms säteri, Örtomta socken, Östergötland: Abraham ritar och uppför ny karaktärsbyggnad jämte två flygelbyggnader 1845–1846.
- Ysunda herrgård, Risinge socken, Östergötland: Abraham ritar och uppför en påbyggnad på karaktärshuset 1845.
- Bispmotala herrgård, Östergötland: Abraham bygger en mangårdsbyggnad 1845. Nedbrunnen.  Kommentar 2019-01-24 Mangårdsbyggnaden är ca 100 år äldre och inte nedbrunnen. Delar förstördes i en brand på 1970-talet men den återställdes därefter.
- Risinge sockenstuga, Risinge socken, Östergötland, 1845.
- Risinge nya kyrka, Östergötland: Efter ritningar av arkitekt Johan Adolf Hawerman (1812–1885) bygger Abraham en ny kyrka 1845–1849.
- Lilla Greby gård, Askeby socken, Östergötland: August ritar och uppför en flygelbyggnad 1846.
- Brokinds slott, Vårdnäs socken, Östergötland: August ritar och utför något arbete, 1846–1847
- Öja kyrka, Södermanland: Johan Robert Nyström dokumenterar den gamla kyrkan 1847. Efter arkitekt Carl-Gustaf Blom-Carlsson (1799–1868) bearbetning av Abrahams ritningsförslag, uppför Abraham en ny kyrka 1847–1849.
- Åsens gård, Västra Vingåkers socken, Södermanland: Abraham med söner ritar och uppför en karaktärsbyggnad 1847–1850.
- Vadstena, Gamla teatern: Teaterlokalen inrättad av Olof Ulrik som byggherre och Abraham som byggmästare, 1847. Arkitekt okänd men ritningarna förmodas vara av Abraham.
- Stenhammars slott, Flens socken, Södermanland: Abraham gör en större om- och tillbyggnad 1847–1848.
- Duseborgs säteri, Gammalkils socken, Östergötland: Abraham får 1848 i uppdrag att på de gamla grundmurarna gestalta och bygga en modern herrgård 1849.
- Charlottenlunds slott, Snårestads socken, Skåne: Slottsbygge av August och Johan Robert 1848.
- Täcktö mellangård, Klockrike socken, Östergötland: Efter ritning av Bengt Alfred 1848 uppför Abraham en huvudbyggnad 1848–1849.
- Risinge nya kyrka, Östergötland: Uppförande av det Rederska gravkoret 1848.
- Gillorps gård, Lönsås socken, Östergötland: Johan Robert renoverar gården 1848.
- Kåreholms gods, Rönö socken, Östergötland: uppritning och uppförande av två flyglar, ladugård, båthus, smedja, med mera 1848.
- Öja kyrka, Södermanland: Renovering av ett epitafium över Erik Sparre 1848.
- Säfstaholms slott, Västra Vingåkers socken, Södermanland: Totalrenovering av August och Johan Robert 1849–1852.
- Heda kyrka, Östergötland: Abraham anför att kyrkan kan räddas "ehuru med svårighet". Abraham får uppdraget men det blir August som utför arbetet 1849.
- Lambohofs säteri, Slaka socken, Östergötland: Vid Abrahams död övertar August byggandet av ett "maschinhus" 1849.
- Sörby herrgård, Örtomta socken, Östergötland: August upprättar en ritning över säteriet 1849. Uppgifter om en planerad renovering saknas.
- Stjernsunds slott, Askersunds landsförsamling, Närke: Iståndsättning påbörjad av Abraham och slutförd av August och Johan Robert 1849–1853.